# Kirchsee (Baumgarten)
Der Kirchsee ist ein See im Ruppiner Land im Norden von Brandenburg. Er gehört zum Territorium der Gemeinde Sonnenberg im Landkreis Oberhavel. Am Südostufer liegt der Ort Baumgarten.
Die Größe des Gewässers beträgt 19 Hektar bei maximalen Ausdehnungen von etwa 675 × 480 Metern. Er wird von Gräben aus dem Kleinen Dölschsee und dem Salchowsee gespeist und fließt in südlicher Richtung zum Huwenowsee ab. Etwa in der Mitte des Sees befindet sich eine kleine Insel. Einige Grundstücke von Baumgarten haben einen Zugang zum See.